# Catastrophe de Martelange
La catastrophe de Martelange est survenue le lundi 21 août 1967 à Martelange (un village de la province de Luxembourg, dans le sud de la Belgique) et à Rombach, le village luxembourgeois voisin rattaché à l'époque à la commune de Perlé (Rambrouch depuis 1979) formant un continuum bâti avec le premier.
Un camion rempli de 47 000 litres de GPL rate un virage terminant une longue et sinueuse descente sur l'axe principal du village, la route nationale 4, et s'encastre dans le parapet droit du pont de la Sûre, la rivière locale. Le camion explose en plein cœur des deux villages, détruisant plusieurs maisons et allumant des dizaines d'incendies. 
L'accident a fait 22 morts et  47 blessés et est l'une des principales catastrophes de l'année 1967 en Belgique, année particulièrement dramatique dans le Royaume, marquée notamment par l'incendie de l'Innovation, celui du Val Vert ou par l'accident ferroviaire de Fexhe-le-Haut-Clocher.

## Contexte

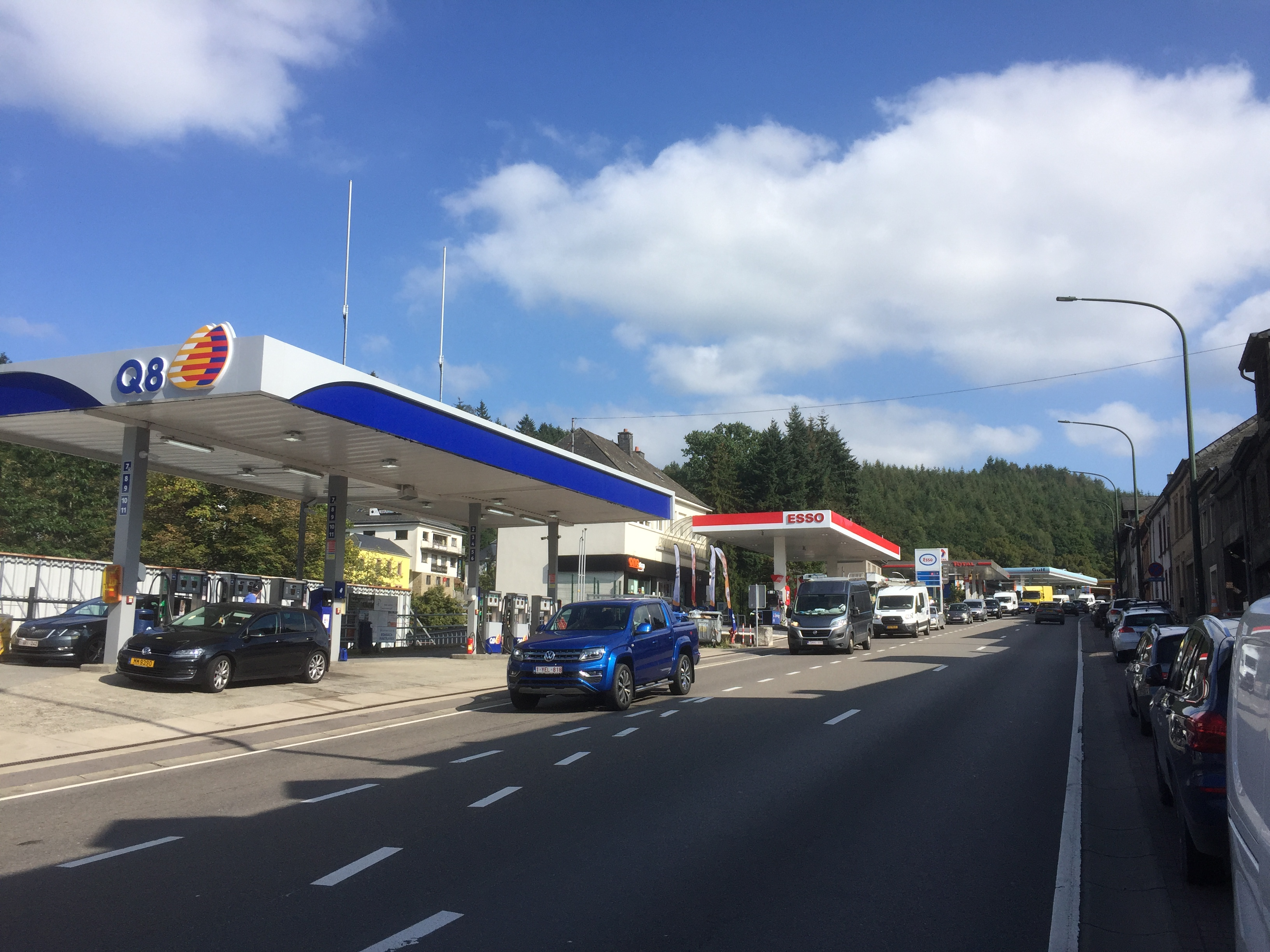
La N4 à Martelange fait office de frontière entre la Belgique et le Luxembourg et abrite dès lors de nombreuses stations-service, côté Rambrouch.

Martelange (Belgique) et Rombach (Luxembourg) sont deux petits villages formant un continuum bâti, nichés au fond de la vallée créée par la Sûre, la route nationale belge no 4 faisant office de frontière entre les deux entités et entre les deux pays.
De par les taxes sur le carburant et les produits de luxe qui sont bien moins élevées au Luxembourg qu'en Belgique, la route est jalonnée, sur son côté oriental (donc luxembourgeois), de stations-service proposant à prix grand-ducaux, le carburant, les alcools et le tabac notamment.
À l'époque, la « nationale 4 » est l'unique grand axe reliant le centre de la Belgique (Bruxelles et Namur), et l'au-delà, au sud (Bastogne, Arlon puis Luxembourg-ville) (les autoroutes E42 et E411 n'existant pas encore à ce moment-là). Elle est en effet à quatre voies sur la majorité de son tronçon, sauf lors de la traversée de certains villages de  l'Ardenne belge, comme Martelange par exemple. Elle est donc très fréquentée et ce par tous types de véhicules, y compris les camions. Traversant le massif ardennais c'est une route réputée pour ses montées et descentes sinueuses et sa dangerosité en période hivernale, vu le climat de la région.

## L'accident

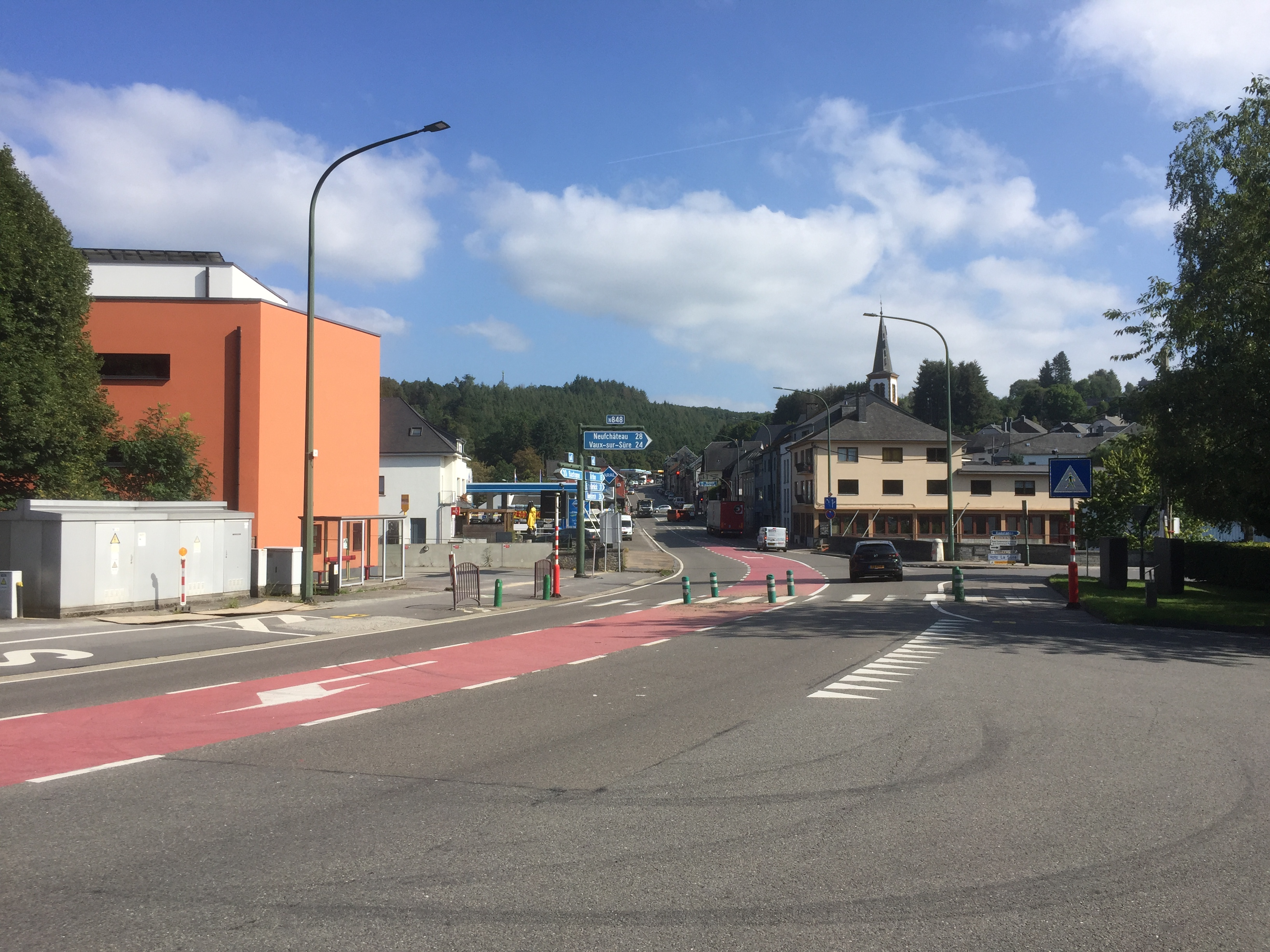
Vue de la descente de la nationale 4 depuis Bastogne vers Martelange avec le pont de la Sûre en contrebas, où l'accident eut lieu.

Le lundi 21 août 1967, vers 11 h 50, un camion citerne de la société Cargaz rempli de 47 000 litres de GPL, entame sa descente dans Martelange par la N4. Il a pour destination la France et est en provenance des Pays-Bas via Bastogne.  Arrivé en bas de la sinueuse pente, le poids lourd rate le virage à l'entrée du village pour une raison inconnue. Les causes avancées sont une vitesse excessive, une anomalie des freins ou une distraction du chauffeur mais rien ne sera jamais établi avec certitude. Il en résulte que le semi-remorque s'encastre dans le pont de la Sûre, la rivière locale, et explose en quelques secondes.
La déflagration des 47 000 litres de GPL souffle des dizaines de maisons et allume autant d'incendies. La citerne du camion est projetée à 400 mètres de là et retombe sur le toit d'un atelier, rue de la Hardt. La cabine est catapultée sur la station service Aral, à 60 mètres de l'autre côté du pont, dans le village voisin de Rombach, au Grand Duché. Cette dernière s'embrase et explose également, entrainant un effet domino enflammant d'autres stations et d'autres maisons aux alentours. Une voiture située non loin, s'enflamme instantanément et les secours en retireront quatre cadavres calcinés. La plupart des maisons du village ont leurs vitres brisées ou leurs toitures soufflées. Les blessés se comptent par dizaines, autant que les corps jonchant le sol.
Les pompiers sont prévenus à 12 h 5. C'est la caserne d'Arlon qui couvre le territoire de Martelange. Comme le village se situe juste à cheval sur la frontière avec le Grand-Duché de Luxembourg (la nationale 4 en faisant office), les premiers secours à arriver sur place sont luxembourgeois, provenant de Perlé. Dès leur arrivée, les premiers pompiers comprennent qu'ils sont face à une catastrophe de très grande ampleur. Ils sont renforcés par treize services d'incendie différents : les corps belges d'Athus, d'Arlon, de Bastogne, d'Étalle, de Neufchâteau et de Virton ainsi que leurs collègues luxembourgeois de Diekirch, Differdange, Ettelbruck, Luxembourg, Perlé, Redange-sur-Attert et Steinfort.

## Bilan

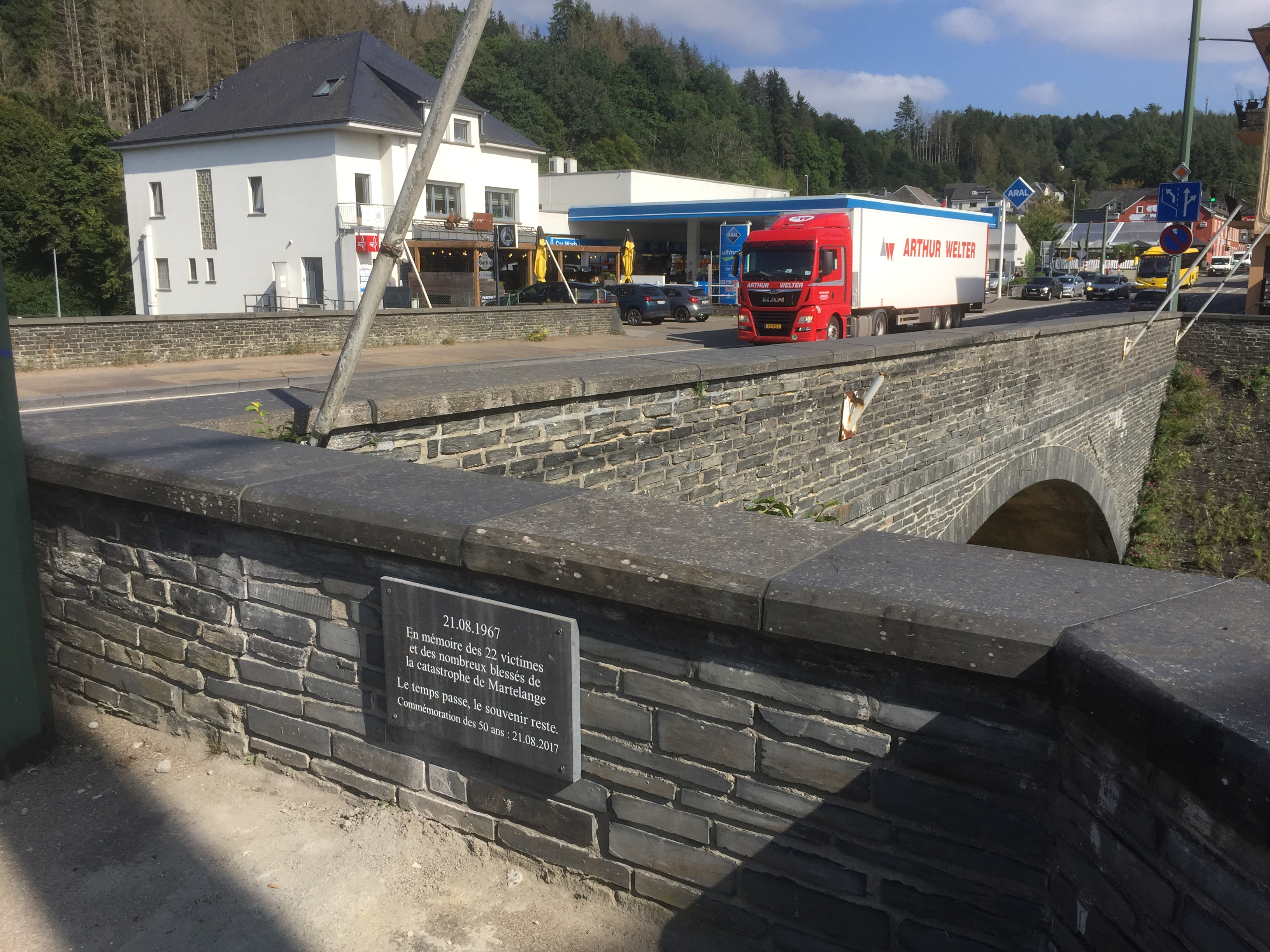
Plaque commémorative sur le pont de la Sûre.

### Bilan humain
Vingt-deux personnes meurent dans cette catastrophe, dont le conducteur du camion, et 47 sont blessées.

### Bilan matériel
Tout le centre du village ainsi que celui de Rombach (le village jouxtant Martelange mais côté luxembourgeois, donc de l'autre côté de la route), fut détruit, soit par le souffle des explosions du camion et des stations services, soit par le feu.

## Les causes
Les causes ne sont pas connues. On avance la défaillance des freins du camion, une vitesse excessive ou la distraction du conducteur, mais ce n'est que spéculation, les indices étant presque tous calcinés et le chauffeur décédé.

## Les conséquences

### Aménagement de la nationale 4

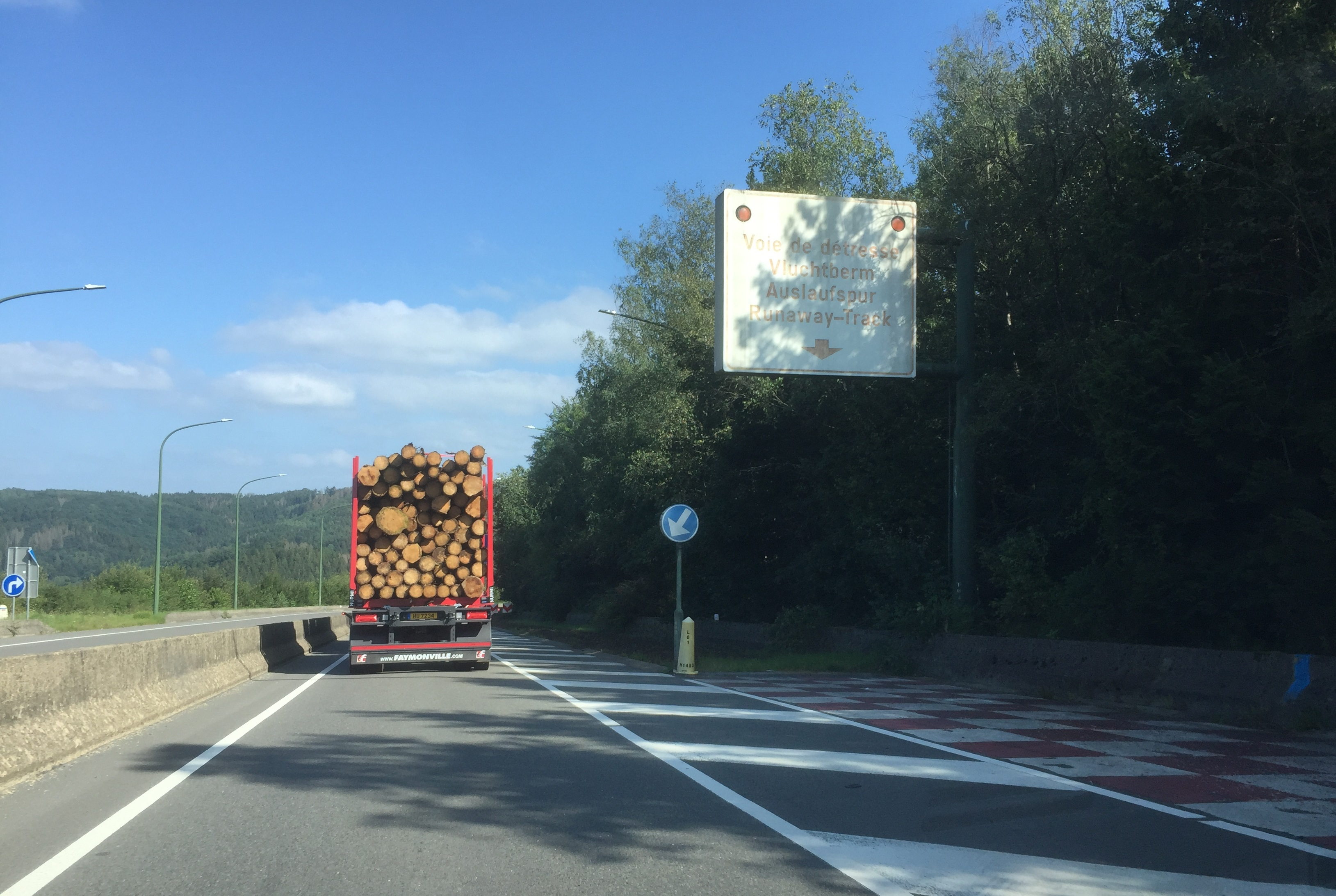
L'une des deux voies de détresse installées dans la descente nord de la nationale 4, vers le village.

- La N4 a été modifiée à l'entrée nord du village, en haut de la côte, en élargissant un virage. On ne passe donc plus devant le monument du sanglier mais bien derrière.
- Un projet de contournement de Martelange fut étudié mais jamais concrétisé[3], particulièrement après l'ouverture des autoroutes A4/E411 (en 1988) et A26/E25 (en 1989), qui désengorgèrent le goulot d’étranglement que représentait Martelange sur la nationale 4[4].
- L'entrée du village en venant de Bastogne fut équipée à deux reprises de dispositifs permettant l'arrêt d'urgence d'un camion dont les freins seraient défaillants. Ce sont deux bandes de gravier et de sable le long de la route dans le sens de la descente, conçues pour qu'un camion s'y enfonce et s'y arrête avant le village.

### Autres conséquences
C'est à la suite de cette catastrophe que s'accéléra la professionnalisation des pompiers de la province de Luxembourg. La caserne d'Arlon fut la première à franchir le pas en 1967 puis ce fut au tour de celle de Marche-en-Famenne, qui devinrent tous deux des corps de classe Y. Il fallut attendre la fin des années 1990 pour que, petit à petit, d'autres casernes plus modestes emboitent le pas. Elles sont aujourd'hui toutes réunies sous la tutelle de la Zone de secours Luxembourg, qui couvre tout le territoire provincial et compte environ 200 pompiers professionnels en 2017, ainsi que 500 pompiers volontaires.